# Темпьетто
Темпьетто (итал. Tempietto — Маленький храм, храмик) — отдельно стоящая капелла-ротонда, построенная архитектором Донато Браманте в 1502 году во дворе (кьостро) монастырского комплекса Сан-Пьетро-ин-Монторио («Святого Петра на золотой горе»), возведённого на римском холме Яникул в районе Трастевере, на правом берегу Тибра, южнее Ватикана.
Монастырь (convento) строили по заказу испанских монархов Изабеллы Кастильской и Фердинанда Арагонского, искавших повода проявить благочестие в Риме. Согласно одной из версий именно на Яникуле был распят святой апостол Пётр.
Темпьетто — первая работа миланского архитектора после его прибытия в Рим в 1499 году. В 1500 году Папа Александр VI назначил Браманте главным архитектором Ватикана. Темпьетто имеет значение важного архитектурного эксперимента — первого опыта центрической постройки в Риме, ставшей впоследствии основным композиционным типом отдельно стоящей церкви в архитектуре римского классицизма начала XVI века, а также своеобразной моделью нового проекта собора Св. Петра в Ватикане, также разработанного Донато Браманте.
Храм представляет собой ротонду на подиуме из трёх ступеней, окруженную шестнадцатью гранитными колоннами римско-дорического ордера, балюстрадой наверху и куполом (позднее купол был значительно изменён). Двор, по замыслу архитектора, круглый в плане, также должен был быть обрамлённым дорийской колоннадой, строгой и величественной, и служить гипетральным храмом (храмом под открытым небом), а ротонда в центре должна была стать своеобразным алтарём. Таким образом возникла бы идеально центрическая композиция: «круг в круге». Этот проект не был осуществлён, двор остался не перестроенным, но Темпьетто как воплощение мечты о всепроникающей гармонии впечатляет и в наши дни.

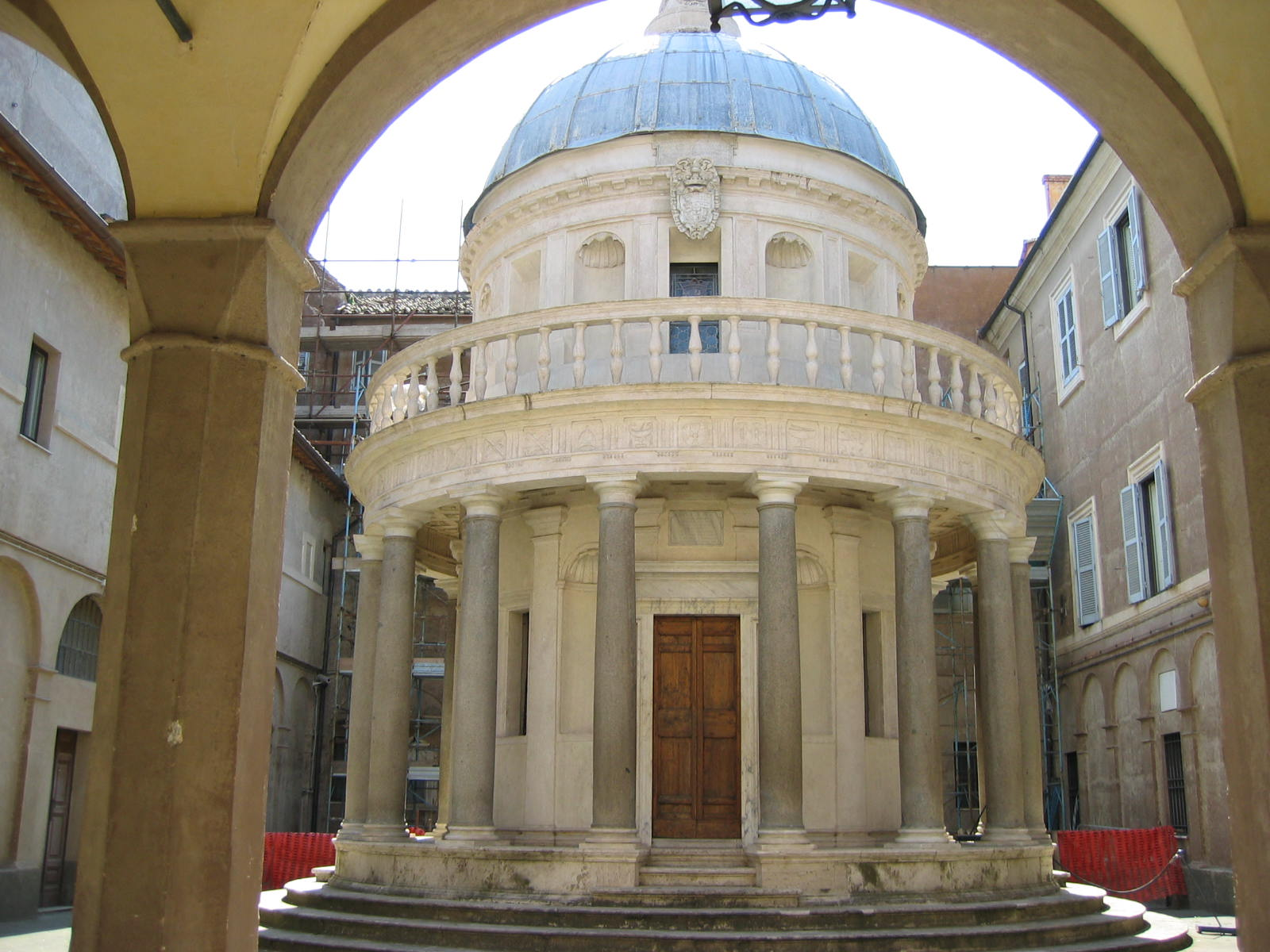
Двор монастыря

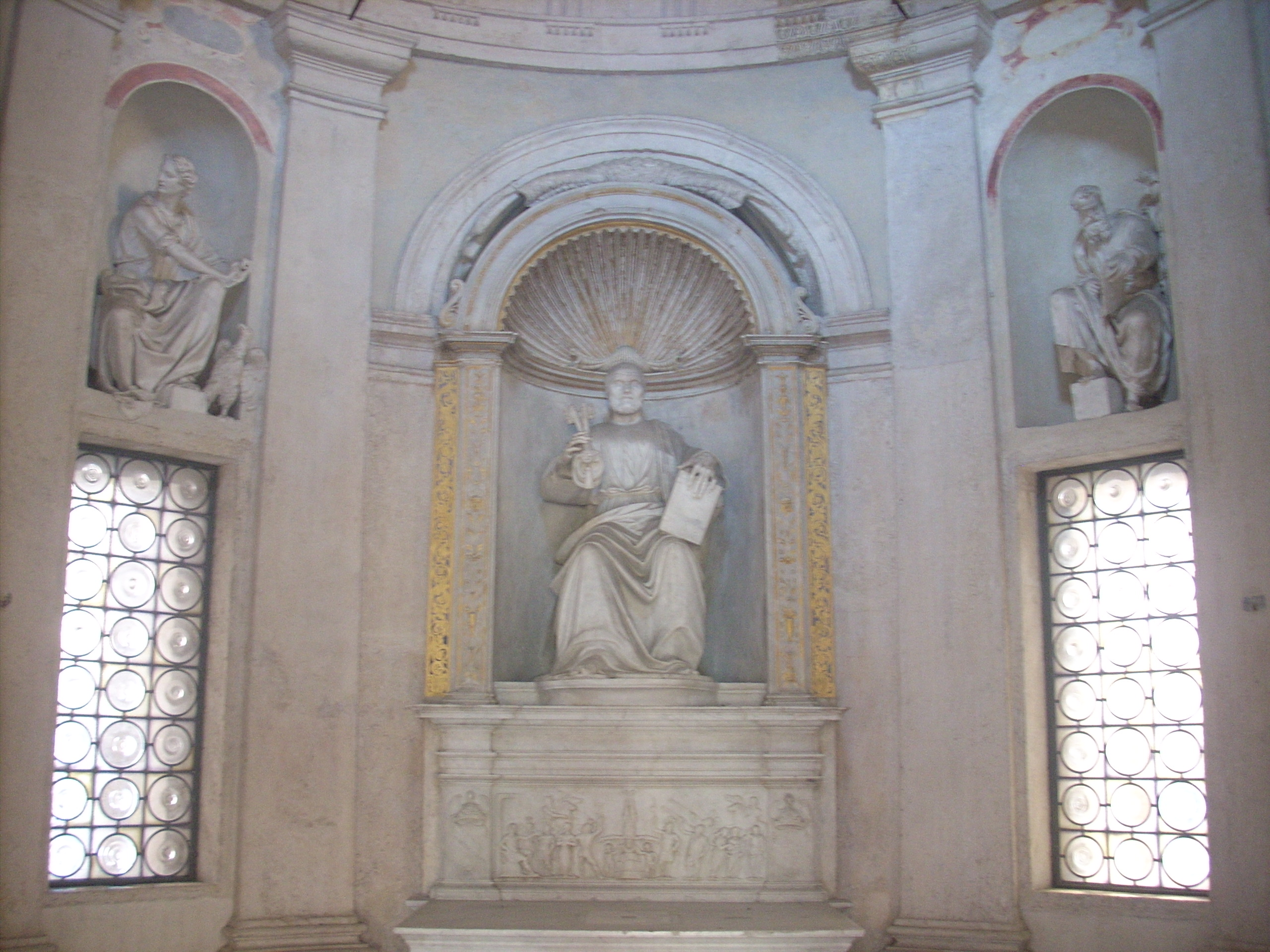
Алтарь Темпьетто

Предположительно, идею абсолютной симметрии и центрического плана Браманте обсуждал с Леонардо да Винчи во время их встреч в Милане. Зарисовки купольных центрических сооружений на полях рукописей Леонардо да Винчи относятся именно к этому времени. Несколько ранее идею центрического плана идеального города выдвинул флорентиец Антонио Аверлино, по прозванию Филарете в трактате «Сфорцинда» (около 1465 г.). Схожие идеи излагал живописец, архитектор и скульптор Франческо ди Джорджо Мартини (1439—1502) в «Трактате об архитектуре».
Несмотря на миниатюрные размеры, точный расчет пропорций делает маленький храм одновременно грациозным и величественным. Проект Браманте сохранён и приведён в книге Себастьяно Серлио «Общие правила архитектуры» (Regole generali d’architettura, 1537).
В интерьере Темпьетто, в алтарной нише, находится скульптура, изображающая сидящего Св. Апостола Петра. В декоре повторяется мотив ренессансной раковины. В полу имеется зарешёченное отверстие, сквозь которое виднеется крипта. В крипте находится мраморный алтарь св. Петра, в нём, по легенде, — частицы Св. Креста Распятия Петра. Пол выложен мелкой мозаикой в стиле косматеско.
Купол изнутри расписан под синее небо со звёздами и разделён на сектора восемью лучами, сходящимися к центру, а на дорическом фризе снаружи здания, в метопах, наряду с прочим, изображены различные измерительные инструменты. Известно, что архитектор и теоретик Л. Б. Альберти, другой основоположник римского классицизма, придумал устройство для деления окружности на 48 градусов. Этот прибор был известен Браманте, и вполне вероятно, что он использовал его в проектных работах. Предполагают также, что изображение этого устройства заключено в декоре фриза Темпьетто. Повторяющиеся числа: 28 триглифов, 8 пилястр и 8 лучей в куполе Темпьетто, подтверждают такое предположение.

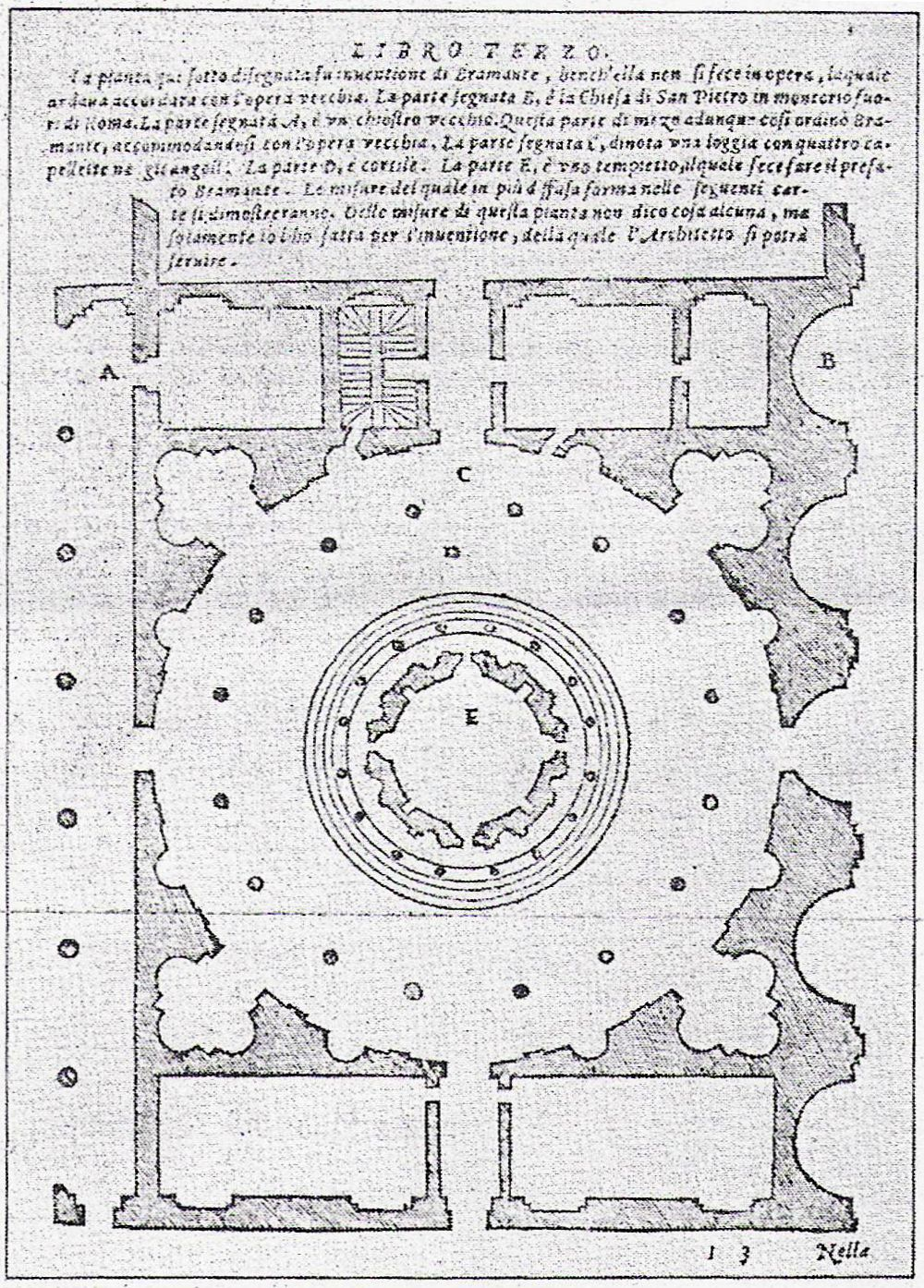
Проект Браманте в издании Себастьяно Серлио
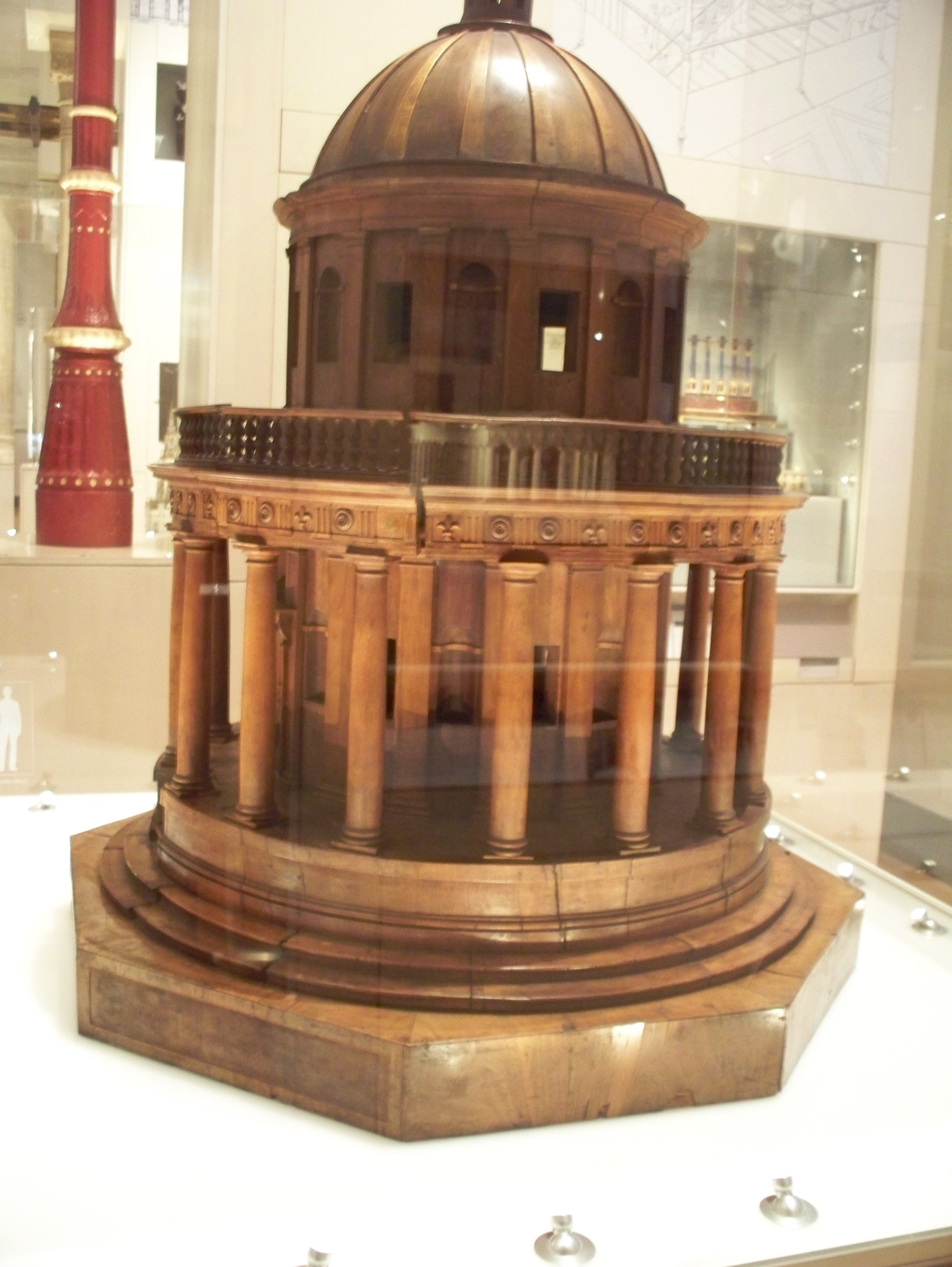
Архитектурная модель Темпьетто. Музей Виктории и Альберта, Лондон
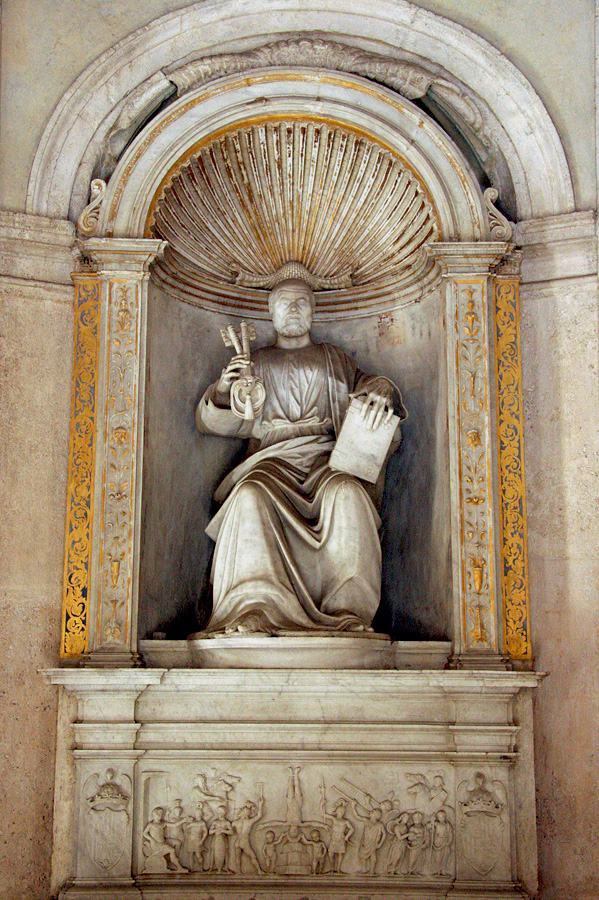
Скульптура Святого Апостола Петра
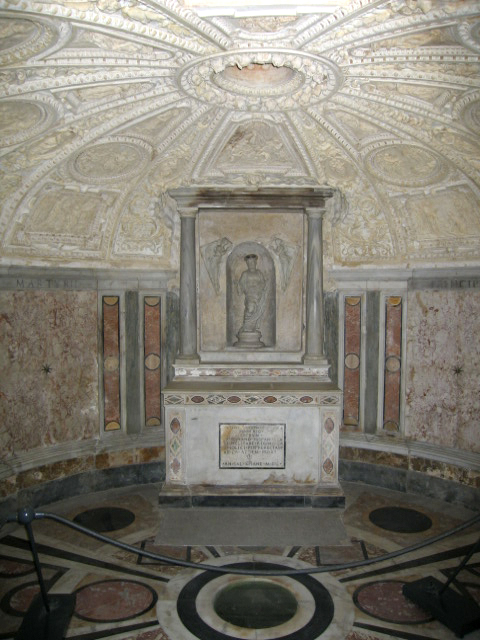
Крипта Темпьетто
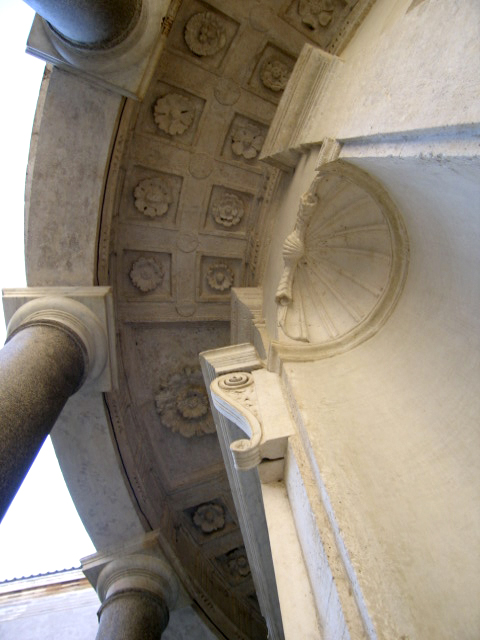
Полуциркульная ниша с раковиной
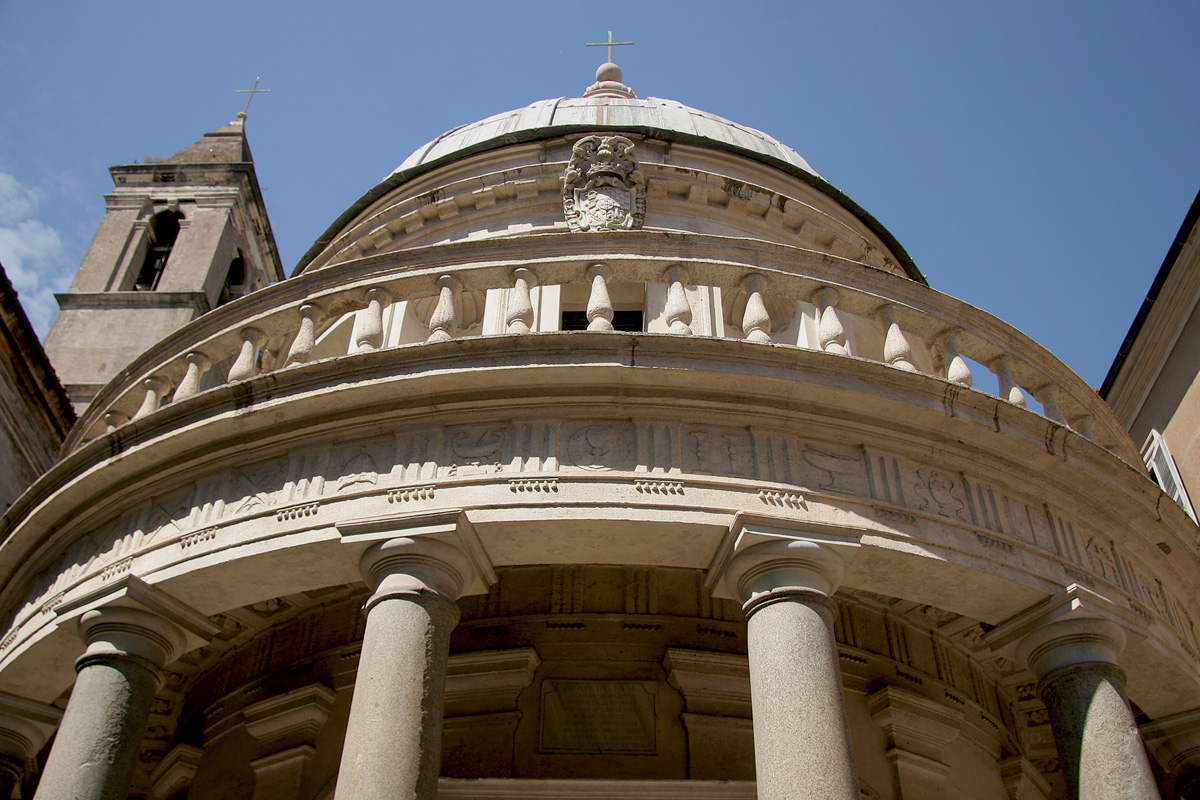
Дорический фриз храма
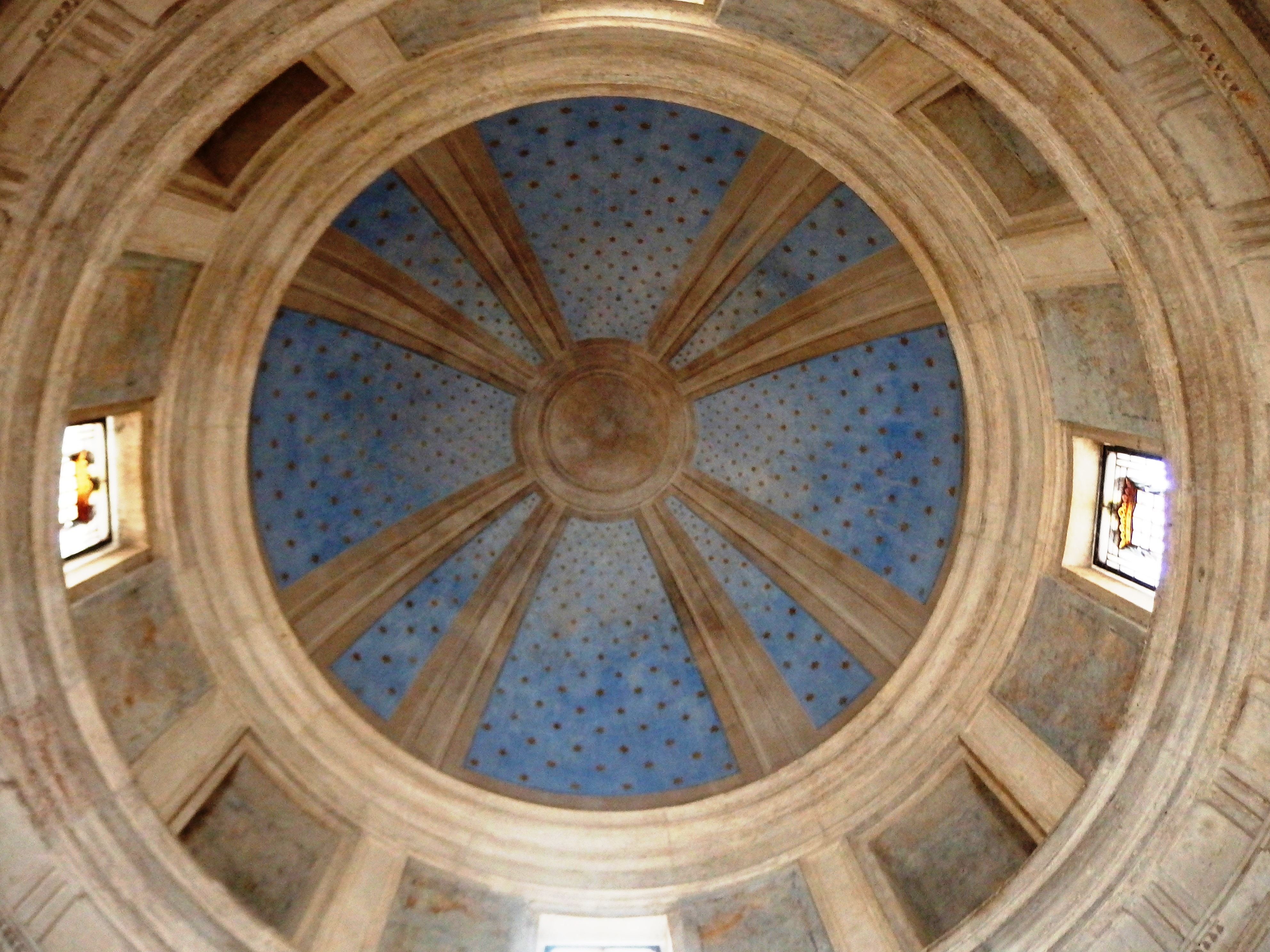
Роспись купола
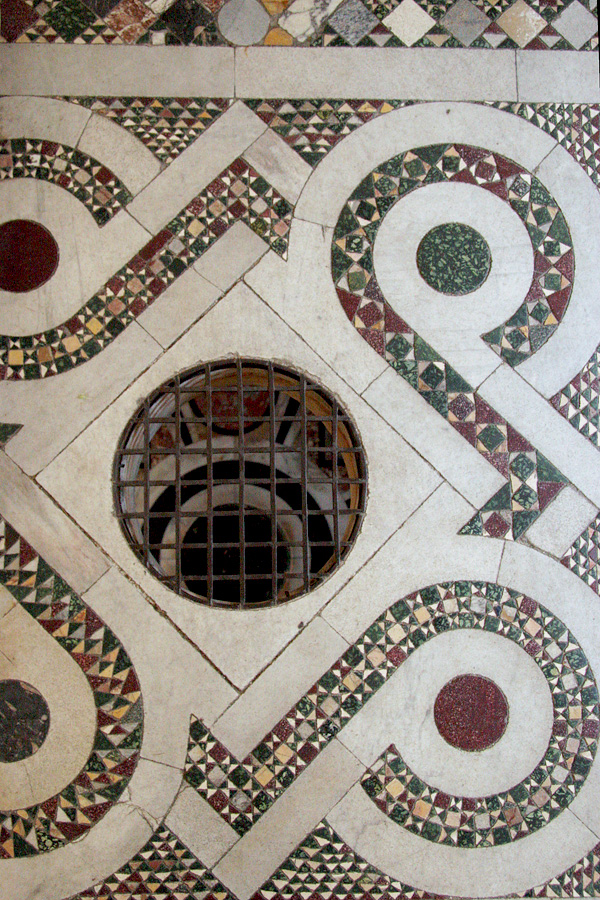
Мозаика пола